# 샘씨엔에스
샘씨엔에스(SEMCNS)는 대한민국의 세라믹 STF(Space Transformer) 기업이다. 본사는 경기도 성남시 분당구 판교로255번길 28 대표이사는 최정혁이다. 2022년 코스닥 라이징스타 기업으로 선정되었다

## 역사
2016년 삼성전기가 다층 세라믹 기판 사업을 450억원에 와이아이케이에 매각하면서 설립되었다

## 상장
2021년 5월 20일에 주관사를 대신증권으로 공모가 6,500원(공희망공모가밴드 5,000~5,700원)에 코스닥 시장에 상장하였다.

## 같이 보기
- 리노공업
- 티씨케이

## 참고문헌
1. ↑  샘씨엔에스, 비메모리 세라믹 STF 신제품 출시…사업 영역 다각화, 뉴스핌, 2022-08-24
2. ↑  샘씨엔에스, 세라믹 STF 국산화 선도…삼성·SK·마이크론·인텔에 납품, 매일경제, 2021-05-18
3. ↑  한국IR협의회 기업리서치센터 기술분석보고서-샘씨엔에스 2022.10.18
4. ↑  반도체 장비 부품 업체 샘씨엔에스, 이달 코스닥 입성, 연합뉴스, 2021년 5월 3일